# Govan
Govan är en ort i Kanada.   Den ligger i provinsen Saskatchewan, i den sydöstra delen av landet, 2 200 km väster om huvudstaden Ottawa. Govan ligger 535 meter över havet och antalet invånare är 216.
Terrängen runt Govan är mycket platt. Trakten runt Govan är nära nog obefolkad, med mindre än två invånare per kvadratkilometer.. Det finns inga andra samhällen i närheten.
Trakten runt Govan består till största delen av jordbruksmark.